# La Bastide-Puylaurent
La Bastide-Puylaurent ist eine französische Gemeinde im Département Lozère in der Region Okzitanien. Administrativ ist sie dem Arrondissement Mende zugeteilt.
Der Bergort auf 1023 Metern Höhe mit 178 Einwohnern (Stand 1. Januar 2022) liegt im südlichen Zentralmassiv in den Cevennen und wird vom Fluss Allier durchquert. Der höchste Berg der Cevennen, der Lozère, liegt etwa 25 Kilometer südwestlich der Gemeinde.

## Bevölkerungsentwicklung
| Jahr      | 1962 | 1968 | 1975 | 1982 | 1990 | 1999 | 2011 | 2018 |
| Einwohner | 345  | 242  | 191  | 176  | 183  | 157  | 175  | 155  |